# Столица мира (рассказ)
«Столица мира» (англ. The Capital of the World) — рассказ Эрнеста Хемингуэя, впервые опубликованный в 1936 году в журнале Esquire под названием The Horns of the Bull.

## Сюжет
История начинается в отеле под названием Пенсион Луарка на улице Сан-Херонимо, что было немаловажным для заселявшихся туда второразрядных тореадоров. Основными жильцами этого недорогого отеля являются второстепенные быковозы, большинство из которых когда-то были известны, но по различным причинам завершили свои карьеры без особой надежды на возрождение. Среди быковозов, живущих в отеле, находятся один бандерильеро, два пикадора и три матадора. В числе других главных персонажей — три официанта, у каждого из которых свои планы на вечер, описываемый в рассказе. Также присутствует мойщик посуды Энрике, чьи действия приведут к трагическому финалу.
У каждого героя есть своя предыстория, почти всегда грустная. Из трёх матадоров:
Первый преждевременно завершил свою карьеру после серьёзной травмы в арене и теперь боится выходить на бой.
Второй не совершил ничего, что могло бы повредить его карьере, но постоянно болеет и появляется из своей комнаты только ради еды.
Третий же потерял интерес публики, так как его когда-то оригинальный стиль стал устаревшим.
Истории других тореро раскрыты менее подробно. Один из пикадоров каждый вечер напивается до беспамятства, второй — крупный мужчина, ссорчивый по натуре, поэтому редко задерживается на службе у одного матадора надолго. Бандерильеро — человек средних лет, который, в отличие от большинства обитателей отеля, всё ещё сохраняет определённые надежды на успешную карьеру.
После того как ужин заканчивается и гости расходятся, Пако вместе с одним из взрослых работников возвращаются на кухню и начинают пить вино вместе с Энрике. После ухода старшего работника Энрике начинает уговаривать Пако отказаться от мыслей о корриде, но тот настаивает, что хочет стать быковозом. Чтобы доказать свою точку зрения, Энрике берёт стул, прикрепляет к нему ножи и бросается на Пако, как бык. Сначала Пако ловко уворачивается от ножей, но после нескольких попыток ему пронзают ногу, повреждая бедренную артерию. Он умирает, его голова «полна иллюзий».

Рассказ был впервые опубликован в журнале Esquire в июне 1936 года под названием «Рога быка», а затем был переименован в своём современном виде в сборнике «Пятая колонна и первые сорок девять рассказов», выпущенном в 1938 году.